# Small Danish Hotels
Small Danish Hotels er en dansk forening af danske kroer og hoteller, der har har hjemsted i Horsens. Small Danish Hotels blev oprettet i 1981 under navnet Danske Kroer & Hoteller, men udgangspunktet gik tilbage til 1960'erne, hvor en række jyske kroer indledte et samarbejde. Dette blev med tiden til sammenslutningen Dansk Kroferie. Foreningen tog navneforandring til det nuværende navn i 2012.
Foreningen optager individuelt ejede kroer, hoteller, slotte og herregårde i Danmark som medlemmer.
I 2022 indgik Small Danish Hotel et samarbejde med Best Western Hotels & Resorts.

## Medlemmer
Denne liste er ufuldstændig; hjælp gerne med at udfylde den.
I deres hotel oversigt fra 2024 er der angivet 75 kroer, hoteller, herregårde m.v., som tilknyttet Small Danish Hotels, samt SDH Partner Hotel* heriblandt:
- Abild Kro & Hotel, Tønder
- Absalon Hotel, København
- Aiden Herning, Herning, SDH Partner Hotel*
- Agerskov Kro og Hotel, Agerskov
- Det nye Bandholm Badehotel, Bandholm
- Bechs Hotel, Tarm
- Benniksgaard Hotel, Rinkenæs
- Billum Kro, Billum
- Bov Kro, Bov
- Brobyværk Kro, Brobyværk
- Fjordgaarden, Ringkøbing
- Frederik VI´s Hotel, Odense
- Fjelsted Skov Hotel & Konference, Fjelsted
- Gram Slotskro, Gram
- Grand Hotel Struer, Struer
- Herning City Hotel, Herning
- Hotel 6400, Sønderborg
- Hotel Allinge, Allinge
- Hotel Amerika, Hobro
- Hotel Astoria, København, SDH Partner Hotel*
- Hotel Dania Silkeborg, Silkeborg
- Hotel Eyde, Herning, SDH Partner Hotel*
- Hotel Falster, Falster
- Hotel Fredericia, Fredericia SDH Partner Hotel*
- Hotel Faaborg Fjord Spa & Konference, Faaborg
- Hotel Gilleleje Strand, Gilleleje
- Hotel Gjerrild Kro, Gjerrild
- Hotel Hebron, København, SDH Partner Hotel*
- Hotel Hedegaarden, Vejle
- Hotel Hedemarken, Grindsted
- Hotel Herman Bang, SDH Partner Hotel*
- Hotel Hillerød, Hillerød, SDH Partner Hotel*
- Hotel Hovborg Kro, Hovborg
- Hotel Jutlandia, Frederikshavn
- Hotel Knudsens Gaard, Odense
- Hotel Lisboa, Frederikshavn
- Hotel Oasia Aarhus, Aarhus
- Hotel Pinenhus, Glyngøre
- Hotel Phønix Hjørring, Hjørring
- Hotel Randers, Randers
- Hotel Royal, Holstebro, SDH Partner Hotel*
- Hotel Røde-Kro, Rødekro
- Hotel Skanderborghus, Skanderborg
- Hotel Svanen Billund, Billund
- Hotel Sønderborg Strand, Sønderborg, SDH Partner Hotel*
- Hotel Thinggaard, Hurup Thy
- Hotel Thisted, Thisted
- Hotel Tønderhus, Tønder
- Hotel Vejlefjord, Stouby
- Jørgensens Hotel, Horsens
- Kaløvig Badehotel, Aarhus
- KOMPAS Hotel Aalborg, Aalborg
- Kongensbro Kro, Ans By
- Låsby Kro, Låsby
- Marienlyst Strandhotel, Helsingør
- Montra Hotel Sabro Kro, Sabro
- Munkebo Kro, Munkebo
- Nymindegab Kro, Nørre Nebel
- Nørre Vissing Kro, Skanderborg
- Palads Hotel Viborg, Viborg
- Purhus Kro, Fårup
- Refborg Hotel Billund, Billund
- Sallingsund Færgekro, Roslev
- Sdr. Omme Kro, Sønder Omme
- Skjalm Hvide Hotel, Slangerup
- Skovshoved Hotel, Charlottenlund
- St. Binderup Kro, Aars
- Stammershalle Badehotel, Gudhjem
- Tambohus Kro & Badehotel, Hvidbjerg
- The Huxley Copenhagen, København, SDH Partner Hotel*
- Tornøes Hotel, Kerteminde
- ToRVEhallerne, Vejle, SDH Partner Hotel*
- Tyrstrup Kro, Christiansfeld
- Taastrup Park Hotel, Taastrup
- Aalbæk Badehotel, Aalbæk